# Sonora (película de 2019)
Sonora es una película mexicana de drama de 2019 dirigida por Alejandro Springall basada en el libro La Ruta de los Caídos de escritor Guillermo Munro Palacio. Protagonizada por Joaquín Cosío, Dolores Heredia, Giovanna Zacarías, Juan Manuel Bernal y Harold Torres. Fue presentada por primera vez en el Festival de Cine de Morelia de 2018. La película se entrenó el 6 de septiembre en los cines de México. El rodaje se llevó a cabo en Hermosillo, Guaymas, San Miguel de Horcasitas, Ures, la Sierra del Pinacate y el Gran Desierto de Altar.
La historia fue llevada al cine gracias a la actriz y protagonista de la película Giovanna Zacarías quién tenía un vínculo con el escritor del libro y del director Springall.

## Sinopsis
Cuenta una historia ambientada en el año 1931 cuando los chinos fueron expulsados del estado de Sonora señalándolos culpables de la mayoría de las enfermedades que se comenzaban a propagar en la época, al mismo tiempo que Estados Unidos iniciaba una deportación masiva de mexicanos y cerraba sus fronteras del sur, debido a estos eventos doce personas desconocidas entre ellos y de diferentes nacionalidades se aventuran en un viaje a través del desierto sonorense para llegar a la ciudad de Mexicali y allí encontrar paz, a medida del viaje surgen problemas entre los tripulantes por cuestiones de clases sociales, racismo, codicia, xenofobia y paranoia, teniendo algunos un destino mortal.

## Reparto
- Joaquín Cosío como Emeterio, un nativo sonorense que conoce perfectamente el desierto y guía a los protagonistas en su viaje.
- Dolores Heredia como Doña Rosario, una abuela que quiere ir a Mexicali por sus nietos.
- Giovanna Zacarías como Alma, esposa de Aarón dueña del automóvil en el que viajan los protagonistas.
- Juan Manuel Bernal como Sánchez, un supremacista racial.
- Harold Torres como Marcos, sobrino de Emeterio.
- Erando González un exsoldado revolucionario con ideales obsoletos.
- Jason Tobin como Lee Wong, hombre de nacionalidad china que huye de la expulsión junto a su esposa e hija.
- Rafael Cebrián como Yuma Joe, mexico-estadounidense traficante de alcohol que se encuentran a la mitad del desierto.
- Ben Milliken como Tony, estadounidense traficante de alcohol que se encuentran a la mitad del desierto.
- Fernando Becerril como el Comisario.
- Flavio Medina como Aarón, esposo de Alma y dueño del automóvil en el que viajan los protagonistas, por una enfermedad no pudo ir con el resto de los tripulantes desde un inicio.
- Patricia Ortiz
- Abbie Del Villar Chi
- Carolina Molva